# Jonas Lie (politiker)
 Der er flere personer med dette navn, se Jonas Lie.
Jonas Lie (31. december 1899 i Oslo – 11. maj 1945 i Bærum) var en norsk politiker i Nasjonal Samling, politichef, kriminalforfatter og politiminister. Han var nær medarbejder af den tyske rigskommissær Josef Terboven og Wilhelm Rediess. Som barnebarn af den berømte forfatter Jonas Lie kendes han også som Jonas Lie den yngre.
Lie var i Finnmark den 9. april 1940, da han hørte i radioen, at Vidkun Quisling udnævne ham til justitsminister. Quisling havde benyttet den tyske besættelse til at afsætte den lovlige norske regering og danne en "national regering". Listen over ministre udfærdigede han uden at konferere med de udvalgte. Lie blev rasende over "svineriet" og bad sig fri og sluttede sig til sin militære afdeling i Sydnorge, så han fik renvasket sig. Sammen med to andre politimænd passerede han grænsen mod Finland 12. april. Via Sverige kom han til Lillehammer og meldte sig til hærens overkommando den 21. april. Han haltede efter at have brækket det ene ben samme vinter, men fulgte de norske styrker til han blev taget til fange af tyskerne i maj. Allerede 6. maj var han dog tilbage på sit kontor i Oslo.
Han døde den 11. maj 1945 af en uklar dødsårsag. Obduktionen gav ingen beviser for selvmord.

## Eksterne links
- Forskanset på Skallum gård Arkiveret 27. november 2018 hos  Wayback Machine